# Joe Higgs
Joe Higgs (* 3. Juni 1940 in Trenchtown; † 18. Dezember 1999 in Los Angeles) war ein jamaikanischer Reggaemusiker.
Higgs gilt als einer der Mitbegründer des Reggae, auch, weil er großen Einfluss als Lehrer auf die späteren Reggaekünstler Bob Marley, Peter Tosh und Jimmy Cliff hatte. Higgs tourte 1973 mit Marley, Tosh und den Wailers als Hintergrundsänger durch die USA, weil Bunny Livingston nicht in Amerika touren wollte.
Nach dem Tod seiner Eleven Marley und Tosh coverte Higgs auch Songs seiner Schüler. In seinen eigenen Liedern behandelt er vornehmlich das Leben in der Armut von Trenchtown (Kingston), wo er aufwuchs.
Higgs erlag 1999 einem Krebsleiden.

## Diskografie (Auswahl)
- Life of Contradiction (1975)
- Unity Is Power (Island, 1979)
- Joe Higgs with The Wailers: Blackman Know Yourself (Shanachie Records, 1990)